# 船岡山合戦
船岡山合戦（ふなおかやまがっせん）は、永正8年（1511年）8月23日、室町幕府将軍足利義稙を擁立する細川高国・大内義興と前・将軍足利義澄を擁立する細川澄元との間で起きた、幕府の政権と細川氏の家督をめぐる戦いである。応仁の乱の際に船岡山を巡って発生した戦いと区別するため「永正の船岡山の戦い」ともいう。

## 開戦までの経緯
明応2年（1493年）の明応の政変により将軍足利義材を追放し、自身が擁立した足利義澄（義高）のもとで権力を誇った管領細川政元であるが、実子がいなかったため3人の養子を迎えたものの、後継を巡り養子同士（細川澄之、細川澄元、細川高国）3派での権力争いが発生した。
永正4年（1507年）6月23日に澄之派の重臣香西元長や薬師寺長忠らによって政元が暗殺（永正の錯乱）、澄元と側近の三好之長も屋敷を襲われ、一旦近江甲賀郡に逃走するが国人の力を借りて勢力を盛り返し、8月1日には京都に侵攻して澄之・元長・長忠を討ち取り、翌2日には義澄に対して細川氏の家督継承を承認させた（遊初軒の戦い）が、これが内乱の幕開けとなった（両細川の乱）。
細川氏の混乱に乗じ、京都への復帰を計画した前将軍足利義尹（義材）が、周防の戦国大名大内義興を伴い上洛を開始すると、これに細川氏家督の奪取を企てた細川高国が呼応し永正5年（1508年）に挙兵、義澄は近江の水茎岡山城に、それを担ぐ澄元・之長は近江から最終的には阿波へそれぞれに逃亡した。戦いに勝利した義尹は義稙と改名して将軍に復職し、高国と大内義興の連合政権が成立した。
再起を図っていた義澄・澄元は永正6年（1509年）に復権を図ったものの敗北（如意ヶ嶽の戦い）した。その後、永正8年（1511年）に畿内の諸勢力を糾合し反撃に転じる。深井の合戦、次いで芦屋河原の合戦に勝利して摂津国中嶋城に入城、そのまま京都に入洛してこれを奪還する。こうして義稙達を一旦は丹波に逃亡させたが、やがて義稙達は次第に勢力を盛り返し、京都に再度迫りつつあった。義稙派と義澄派の大規模な合戦は避けられなくなった1511年8月、戦いが始まる直前に義澄が死去した。

## 戦いの状況
開戦の直前、義澄の擁護者であった近江国六角氏において内紛が勃発、その結果、当主である六角高頼が義澄方への与力をあくまで主張する守護代の伊庭氏を抑えて義稙方に寝返り、それを知った盟主である義澄が失意のうちに病死するという大事件が起きたが、澄元達の戦意は衰えず、澄元方の細川政賢を主将として丹波と山城との要衝である船岡山に陣取り防戦を試みた。
しかし、西国の国人領主の大半を動員した大内軍は強大であり、澄元方の援軍として京都へ向かっていた赤松義村は北摂津の伊丹城にて高国方の抵抗に遭遇して京都に入れず、澄元方の切り札であった阿波細川・三好軍の畿内上陸もなかった。京都を脱出した義稙・高国・義興は依然として2万を越える兵を維持していたのに対して、京都に入った澄元方は細川政賢の2千・細川元常の1千・山中為俊の3千の合わせて6千人であったとされる。大内軍を含んだ高国方が夜襲をしかけると、政賢は戦死するなど澄元方は敗れ、京都は再び義稙の手に帰した。

## 戦後の影響
澄元は之長に擁立され抵抗を続け、永正17年（1520年）に畿内に上陸して一時京都の回復に成功したが、等持院の戦いで之長が高国の前に敗死、結局没落して同年に死去した。義澄の遺児は播磨の赤松義村と阿波の細川之持（澄元の実兄）に託され、後の足利義晴と足利義維（阿波公方）となる。
一方で、勝者である大内義興も長期間在京する間に出雲の尼子氏や安芸武田氏などが不穏な動きを見せはじめ、さらに旗下の国人達の離反が続出したので、永正15年（1518年）に周防に帰国し、以後勢力の回復に忙殺され再び上洛することなく享禄2年（1529年）に病没した。
残された高国は澄元を撃破して当主の座を強固にしたが、やがて義稙と対立し、大永元年（1521年）に義稙を追放し足利義澄の子義晴を次の将軍として擁立するものの、今度は澄元の子晴元と対立し、大永7年（1527年）に桂川原の戦いに敗れて自身が没落することになる。そして享禄4年（1531年）の大物崩れの敗北で再起の可能性も無くなり自害させられることになる。

## 主な参戦武将
| 義稙方の大内義興 |  | 義澄方の細川澄元 |
| 義稙方の大内義興 |  | 義澄方の細川澄元 |

### 義稙方の将
義稙方の将としては、主将である高国と大内義興の他、能登畠山氏の畠山義元が中核であった。明応の政変以来の義稙の支持者である河内畠山氏（尾州家）の畠山尚順も当然義稙方であったと思われるが不明。義興の軍には、直臣である問田弘胤や陶興房の他、後に中国地方で敵味方に分かれ抗争する国人領主である尼子経久、吉川国経、毛利興元（毛利元就の兄）、吉見頼興などが参加していた。
足利義稙方
- 細川高国
  - 内藤貞正
  - 柳本宗雄
- 大内義興
  - 陶興房
  - 内藤興盛
  - 問田弘胤
  - 杉興宣
  - 弘中興勝
  - 宗像興氏（正氏の従兄弟、本合戦で戦死。）
  - 益田宗兼
  - 吉見頼興
  - 平賀弘保
  - 小早川弘平
  - 吉川国経
  - 毛利興元
  - 尼子経久
- 畠山義元
- 戸次親延

なお、大内水軍の将であった多賀谷武重が高国方の敗残兵を収容しつつ堺を守ったことが重要であるとする見方もある。四国の軍勢を畿内に上陸させるには堺の確保は重要であるが、水軍力を持たない細川政賢では堺を攻略することが出来ず、阿波細川家や三好之長方の水軍の支援があったとしてもこれを排除する力がなかったため、四国からの援軍を得られなかった畿内の澄元側は劣勢の下での戦いを強いられたとされる。

### 義澄方の将
義澄方の将としては、主将である澄元の他、細川政賢、松田頼亮（松田氏）など、幕府の直臣といえる人物が多い。大名としては河内で尚順と対立する河内畠山氏（総州家）の畠山義英や播磨の赤松義村がいる。
澄元の実家である阿波細川家と、その被官である三好之長も当然義澄方であったと思われるが、当時の澄元の書状には澄元の祖父で後見役であった細川成之が時期尚早であるとして出陣を見合わせるように意見したと記されており、成之と彼によって澄元に付けられた三好之長は一連の上洛戦そのものに消極的であり、彼らは出兵を見送ったとみられている。特に三好之長は成之の説得を聴かない澄元に反発して出兵を拒否し、更に義稙方と内通しているという情報まで澄元はつかんでいたとされる（ただし、同じ時期に之長は成之の勢力圏であった備前国児島への出兵を行っており、澄元の打倒に動いた訳では無いことに注意を要する）。ところが、この合戦の直後に細川成之が病没、続いて澄元の兄である細川之持まで没すると、足利義稙や細川高国は、既に義稙方に降伏した細川尚春の息子・彦四郎に阿波を与える動きを見せ、これをきっかけに澄元と之長は和解して永正14年（1517年）の三好軍の淡路侵攻につながったとする。
なお、義澄方に参戦し自刃した「遊佐河内守」なる人物がいたことが分っており、この人物が畠山尾州家の家臣である遊佐順盛（のぶもり）に比定されることがあったが、この遊佐河内入道印叟は総州家の守護代の遊佐就盛の出家した姿である。
足利義澄方
- 細川澄元
  - 細川政賢
  - 細川元常
  - 松田頼亮
- 畠山義英
  - 遊佐順盛（印叟）
  - 山中為俊